# Робуста (вид кави)

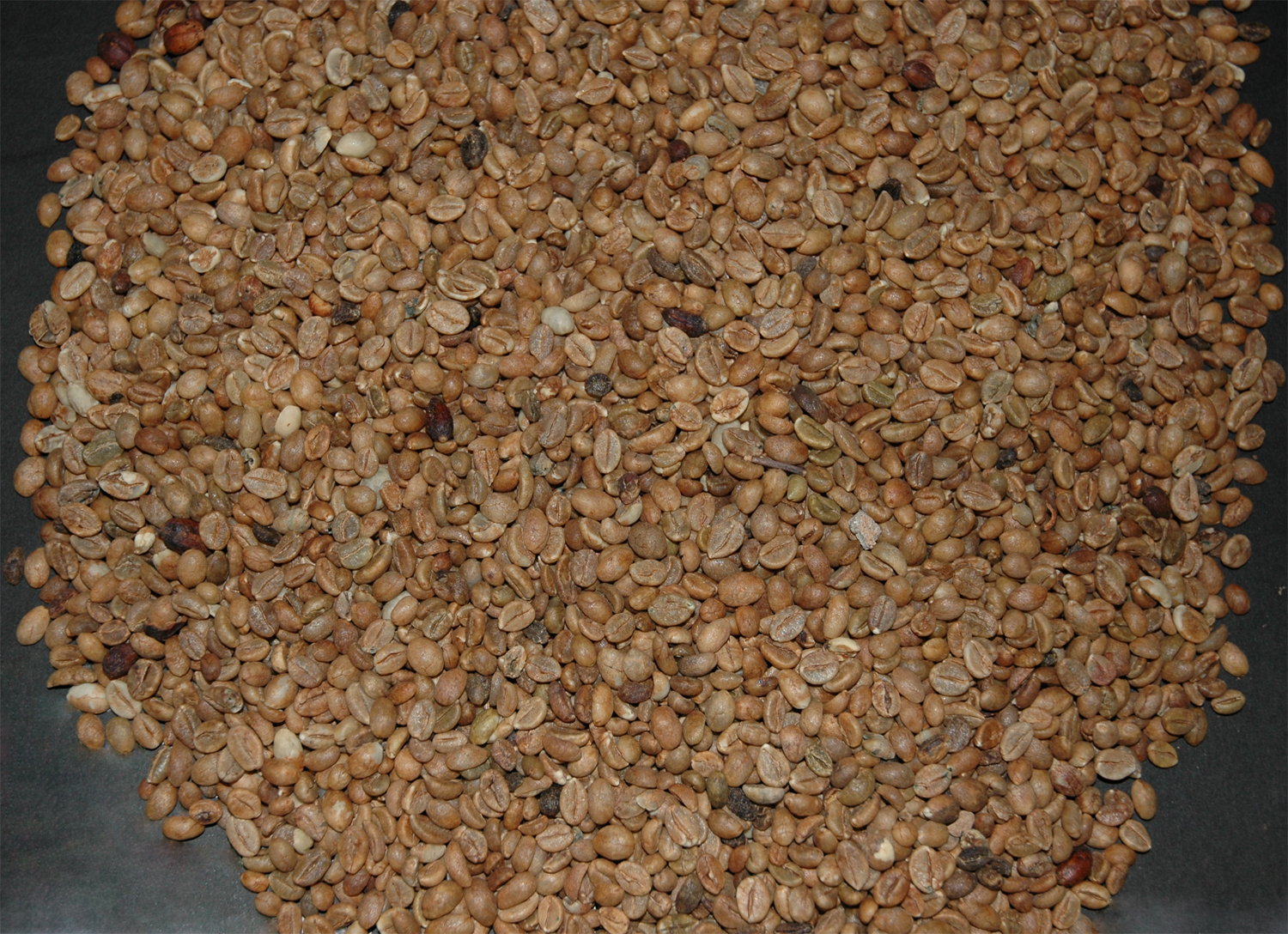
Необсмажені зерна робусти

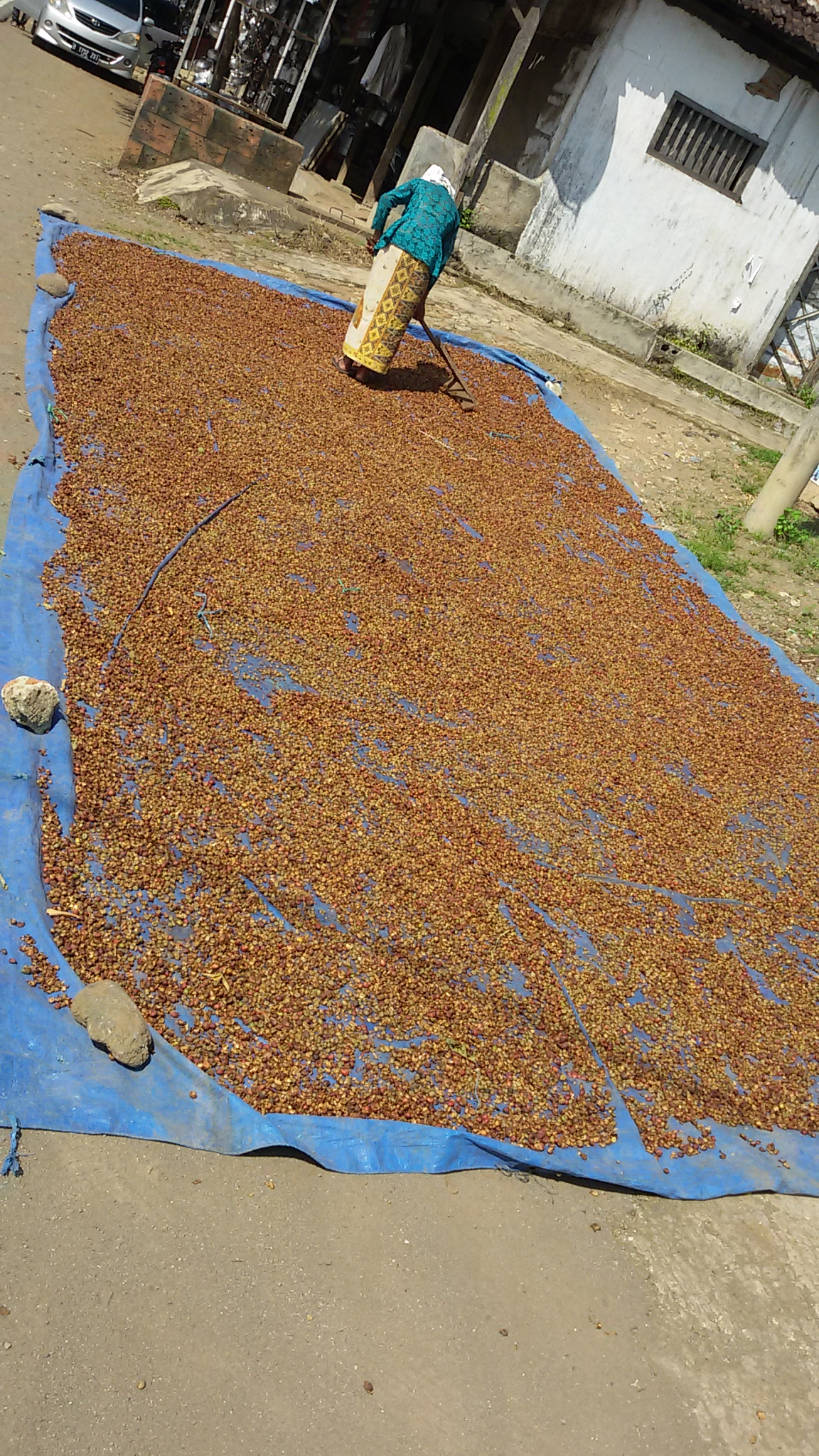
Традиційний метод сушіння кавових зерен у Калібару (Індонезія)

Робуста — вид кавових зерен, що відрізняється низькою кислотністю, добре вираженим гірким присмаком та міцністю, використовується здебільшого у виробництві розчинної кави, під час приготування еспресо, є також складовою частиною сумішей меленої кави. Зерна робусти вирощуються на кавових деревах Coffea canephora, що походять із центральної та західної частин Субсахарської Африки. Робуста має більший врожай, майже подвійну дозу кофеїну й антиоксидантів, зручна у догляді; на відміну від арабіки, робуста більш стійка до захворювань. Напій із зерен робусти є міцним та насиченим, однак зазвичай більш гірким, ніж арабіка, через високий вміст піразину; аромат робусти можна охарактеризувати як землистий.

## Вирощування та вживання
Близько 30% кави, що вирощується в світі, є робустою. Її вирощують здебільшого у В'єтнамі, куди наприкінці ХІХ століття потрапили французькі колоністи; вирощують робусту також в Індії, Африці та Бразилії, де вона відома також під назвою conilon. Не так давно В'єтнам, що виробляє більшу частину обсягів робусти, став найбільшим експортером зерен робусти в світі, охоплюючи більше 40% від загальносвітового її виробництва. Далі йдуть Бразилія (25% світового виробництва), Індонезія (15%), Індія (6%) та Уганда (4,5%). Бразилія й досі залишається найбільшим виробником кави в світі, продукуючи третину її світових обсягів, більше 70% виробленої в Бразилії кави є арабікою.
За робустою досить легко доглядати, до того ж вона має більші врожаї, ніж арабіка, тому виробляти її дешевше. Напій із зерен робусти має міцний та насичений смак, проте зазвичай він більш гіркий, ніж арабіка, через високий вміст піразину; аромат робусти можна охарактеризувати як землистий. Арабіка має м'якіший смак, більшу кислотність та багатший аромат, тому часто перевага надається саме їй; виробництво робусти довгий час не було в пріоритеті, зерна її не милися, через що смак робусти був жорсткішим. Однак міцний аромат може бути привабливим у кавових сумішах — він додає їм міцності та «завершеності», особливо це помітно в італійській кавовій культурі; ретельно оброблені та вимиті зерна робусти можуть бути високоякісними та більш м'якими на смак, ніж зерна арабіки не дуже високої якості. Відбірні зерна робусти входять до складу традиційних кавових сумішей для приготування італійського еспресо (їхня частка становить близько 10—15%), завдяки їм напій має більш повний смак та щільнішу пінку («крема»). Робуста застосовується також як стимулятор, сечогінний засіб, антиоксидант, жарознижувальний засіб; корисним є її застосування при спастичній астмі.

## Характеристика рослин

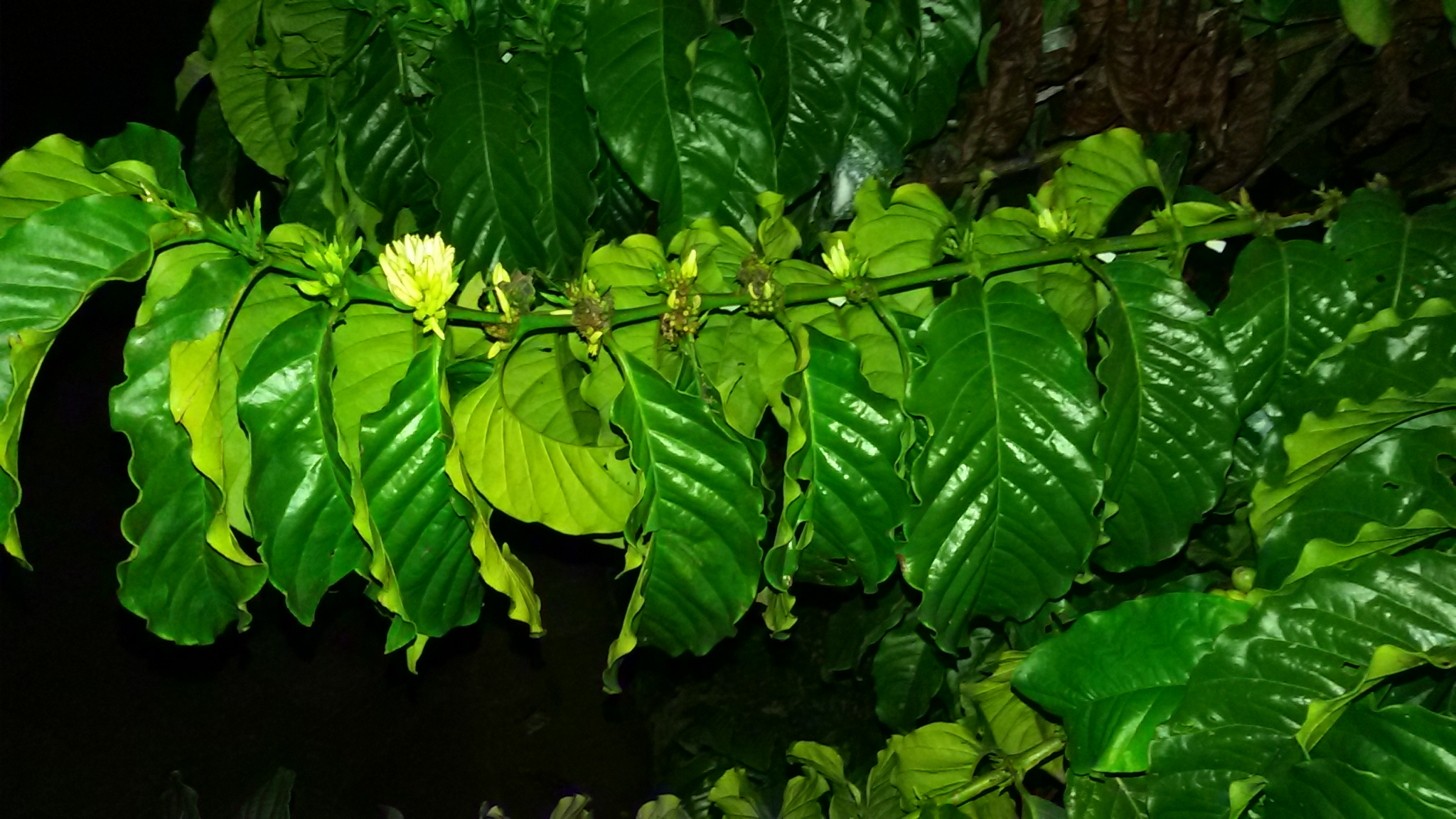
Цвітіння робусти

Робуста є різновидом покритонасінних родини маренових. Науковці часто ідентифікують рослину як Coffea canephora, хоча вона широко відома під синонімом Coffea robusta. Назва Coffea canephora має два основних варіанти — C. c. robusta і C. c. nganda. Дерева мають дрібну кореневу систему, ростуть як у вигляді дерев висотою близько 10 м, так і у вигляді чагарників. Цвітуть нерегулярно. Плоди («вишні») мають овальну форму; період дозрівання плодів становить близько 10—11 місяців. Дерева робусти дають більший врожай, ніж арабіка, містять більше кофеїну — 2,7%, тоді як у арабіці його частка становить 1,5% — та менше цукру (3—7%, тоді як у арабіці — 6—9%). Робуста менш чутлива до захворювань та шкідників, ніж арабіка, тому не потребує надто активного застосування пестицидів і гербіцидів.
Робуста походить із заліснених височин Ефіопії, росте у Західній та Центральній Африці від Ліберії до Танзанії та на південь до Анголи. До 1897 робуста не визнавалася окремим різновидом кавового дерева — її виокремили лише через більш ніж сто років після арабіки. Дерева робусти були помічені також на Борнео, у Французькій Полінезії, Коста-Риці, Нікарагуа, Ямайці та на Малих Антильських островах.